# World’s Strongest Man
World’s Strongest Man (WSM; auf Deutsch: Stärkster Mann der Welt) ist ein Strongman-Wettbewerb, der seit 1977 jedes Jahr stattfindet und im US-Fernsehen während des Sommers und im britischen Fernsehen im Dezember ausgestrahlt wird. Organisiert wird der Wettbewerb von der International Management Group. Die Qualifikation zu „The World’s Strongest Man“ erfolgt über die Giants-Live-Events, die jedes Jahr vier bis acht Mal stattfinden. Hier müssen die Athleten eine der Top-Drei-Platzierungen erreichen, um an „The World’s Strongest Man“ teilnehmen zu können. Weiterhin können sogenannte Wildcards an nicht qualifizierte Athleten vergeben werden, die ihnen die Teilnahme an dem Wettbewerb ermöglichen. Rekordsieger mit fünf „World Strongest Man“-Titeln ist Mariusz Pudzianowski.

## Ergebnisse
| Jahr | Gewinner                | 2. Platz                | 3. Platz                | Austragungsort                 |
| ---- | ----------------------- | ----------------------- | ----------------------- | ------------------------------ |
| 2025 | Rayno Nel               | Tom Stoltman            | Mitchell Hooper         | Sacramento, Kalifornien        |
| 2024 | Tom Stoltman            | Mitchell Hooper         | Evan Singleton          | Myrtle Beach, South Carolina   |
| 2023 | Mitchell Hooper         | Tom Stoltman            | Oleksij Nowikow         | Myrtle Beach, South Carolina   |
| 2022 | Tom Stoltman            | Martins Licis           | Oleksij Nowikow         | Sacramento, Kalifornien        |
| 2021 | Tom Stoltman            | Brian Shaw              | Maxime Boudreault       | Sacramento, Kalifornien        |
| 2020 | Oleksij Nowikow         | Tom Stoltman            | JF Caron                | Bradenton, Florida             |
| 2019 | Martins Licis           | Mateusz Kieliszkowski   | Hafþór Júlíus Björnsson | Bradenton, Florida             |
| 2018 | Hafþór Júlíus Björnsson | Mateusz Kieliszkowski   | Brian Shaw              | Manila, Philippinen            |
| 2017 | Eddie Hall              | Hafþór Júlíus Björnsson | Brian Shaw              | Gaborone, Botswana             |
| 2016 | Brian Shaw              | Hafþór Júlíus Björnsson | Eddie Hall              | Kasane, Botswana               |
| 2015 | Brian Shaw              | Žydrūnas Savickas       | Hafþór Júlíus Björnsson | Putrajaya, Malaysia            |
| 2014 | Žydrūnas Savickas       | Hafþór Júlíus Björnsson | Brian Shaw              | Los Angeles, Kalifornien       |
| 2013 | Brian Shaw              | Žydrūnas Savickas       | Hafþór Júlíus Björnsson | Sanya, China                   |
| 2012 | Žydrūnas Savickas       | Vytautas Lalas          | Hafþór Júlíus Björnsson | Los Angeles, Kalifornien       |
| 2011 | Brian Shaw              | Žydrūnas Savickas       | Terry Hollands          | Wingate, North Carolina        |
| 2010 | Žydrūnas Savickas       | Brian Shaw              | Mikhail Koklyaev        | Sun City, Südafrika            |
| 2009 | Žydrūnas Savickas       | Mariusz Pudzianowski    | Brian Shaw              | Valletta, Malta                |
| 2008 | Mariusz Pudzianowski    | Derek Poundstone        | Dave Ostlund            | Charleston, West Virginia      |
| 2007 | Mariusz Pudzianowski    | Sebastian Wenta         | Terry Hollands          | Anaheim, Kalifornien           |
| 2006 | Phil Pfister            | Mariusz Pudzianowski    | Don Pope                | Sanya, China                   |
| 2005 | Mariusz Pudzianowski    | Jesse Marunde           | Dominic Filiou          | Chengdu, China                 |
| 2004 | Wassyl Wirastjuk        | Žydrūnas Savickas       | Magnus Samuelsson       | Nassau, Bahamas                |
| 2003 | Mariusz Pudzianowski    | Žydrūnas Savickas       | Wassyl Wirastjuk        | Victoria Falls, Sambia         |
| 2002 | Mariusz Pudzianowski    | Žydrūnas Savickas       | Raimonds Bergmanis      | Kuala Lumpur, Malaysia         |
| 2001 | Svend Karlsen           | Magnus Samuelsson       | Janne Virtanen          | Victoria Falls, Sambia         |
| 2000 | Janne Virtanen          | Svend Karlsen           | Magnus Samuelsson       | Sun City, Südafrika            |
| 1999 | Jouko Ahola             | Janne Virtanen          | Svend Karlsen           | Valletta, Malta                |
| 1998 | Magnus Samuelsson       | Jouko Ahola             | Wout Zijlstra           | Tangier, Marokko               |
| 1997 | Jouko Ahola             | Flemming Rasmussen      | Magnus Samuelsson       | Primm, Nevada                  |
| 1996 | Magnús Ver Magnússon    | Riku Kiri               | Gerrit Badenhorst       | Port Louis, Mauritius          |
| 1995 | Magnús Ver Magnússon    | Gerrit Badenhorst       | Marko Varalahti         | Nassau, Bahamas                |
| 1994 | Magnús Ver Magnússon    | Manfred Höberl          | Riku Kiri               | Sun City, Südafrika            |
| 1993 | Gary Taylor             | Magnús Ver Magnússon    | Riku Kiri               | Orange, Frankreich             |
| 1992 | Ted van der Parre       | Magnús Ver Magnússon    | Jamie Reeves            | Reykjavík, Island              |
| 1991 | Magnús Ver Magnússon    | Henning Thorsen         | Gary Taylor             | Teneriffa, Kanarische Inseln   |
| 1990 | Jón Páll Sigmarsson     | O.D. Wilson             | Ilkka Nummisto          | Joensuu, Finnland              |
| 1989 | Jamie Reeves            | Ab Wolders              | Jón Páll Sigmarsson     | San Sebastián, Spanien         |
| 1988 | Jón Páll Sigmarsson     | Bill Kazmaier           | Jamie Reeves            | Budapest, Ungarn               |
| 1987 | keine Durchführung      |                         |                         |                                |
| 1986 | Jón Páll Sigmarsson     | Geoff Capes             | Ab Wolders              | Nizza, Frankreich              |
| 1985 | Geoff Capes             | Jón Páll Sigmarsson     | Cees de Vreugd          | Cascais, Portugal              |
| 1984 | Jón Páll Sigmarsson     | Ab Wolders              | Geoff Capes             | Mora, Schweden                 |
| 1983 | Geoff Capes             | Jón Páll Sigmarsson     | Simon Wulfse            | Christchurch, Neuseeland       |
| 1982 | Bill Kazmaier           | Tom Magee               | John Gamble             | Magic Mountain, Kalifornien    |
| 1981 | Bill Kazmaier           | Geoff Capes             | Dave Waddington         | Magic Mountain, Kalifornien    |
| 1980 | Bill Kazmaier           | Lars Hedlund            | Geoff Capes             | Vernon, New Jersey             |
| 1979 | Don Reinhoudt           | Lars Hedlund            | Bill Kazmaier           | Universal Studios, Kalifornien |
| 1978 | Bruce Wilhelm           | Don Reinhoudt           | Lars Hedlund            | Universal Studios, Kalifornien |
| 1977 | Bruce Wilhelm           | Bob Young               | Ken Patera              | Universal Studios, Kalifornien |

Quelle: The World’s Stronges Man Archive